# Gausson
Gausson település Franciaországban, Côtes-d’Armor megyében. Lakosainak száma 648 fő (2022. január 1.). Gausson Grâce-Uzel, La Motte, Plœuc-L'Hermitage, Saint-Hervé és Plouguenast-Langast községekkel határos.

## Népesség
A település népességének változása:
| Lakosok száma | 806  | 662  | 603  | 585  | 647  | 629  | 616  | 605  | 619  | 648  |
|               | 1968 | 1982 | 1990 | 2006 | 2013 | 2015 | 2017 | 2019 | 2020 | 2022 |